# حصن موقر (حالمين)

تعديل مصدري - تعديل

حصن موقر هي إحدى قرى عزلة حبيل الريدة بمديرية حالمين التابعة لمحافظة لحج، بلغ تعداد سكانها 26 نسمة حسب تعداد اليمن لعام 2004.